# Dmitri Shakulin
Dmitri Víktorovich Shakulin, en ruso: Дмитрий Викторович Шакулин (nacido el 11 de mayo de 1968 en Kirov, Rusia) fue un jugador de baloncesto profesional ruso que jugaba en la posición de base. Después de retirarse se dedicó a ser entrenador de diversos equipos rusos.

## Clubes
- 1988-1992 Dinamo Moscú
- 1992-1993  Betar Tel Aviv
- 1993-1994 Dinamo Moscú
- 1994-1995  SV Oberelchingen
- 1995-1996 Dinamo Moscú
- 1997-1998 CSKA Moscú
- 1998-1999  SV Oberelchingen
- 1999-2000  Maccabi Rishon LeZion
- 2000-2002 Spartak San Petersburgo

- Datos: Q2413409